# Mursa sotiusalis
Mursa sotiusalis là một loài bướm đêm trong họ Noctuidae.